# Contact
Contact er en science fiction-roman fra 1985 af den amerikanske videnskabsmand Carl Sagan.
Contact beskæftiger sig med temaet kontakt mellem menneskeheden og en mere teknologisk avanceret udenjordisk livsform. Den blev placeret som nr. 7 på Publishers Weekly's 1985 bestsellerliste. Det eneste fulde skønlitterære værk udgivet af Sagan, romanen opstod som et manuskript af Sagan og Ann Druyan (som han senere giftede sig med) i 1979; da udviklingen af filmen gik i stå, besluttede Sagan at konvertere den stoppede film til en roman. Filmkonceptet blev efterfølgende genoplivet og til sidst udgivet i 1997 som filmen Contact med Jodie Foster i hovedrollen.